# ベースボールキッズ
ベースボールキッズ
- 1990年3月15日に発売されたゲームボーイ用ソフト。
- 2003年公開の日本映画。本稿で記述する。

## 概要
千葉県市原市在住のサラリーマンが執筆した同名の児童小説が原作。千葉テレビ放送初の映画事業として製作された。千葉県少年野球連盟、市原市少年野球協会が全面的な協力をしており、撮影はすべて市原市内で行われた。2003年文部科学省選定作品となる。全国23カ所で上映。
子役時代の有岡大貴が出演している。

## あらすじ
友達が少年野球チームに入ったことを知り、それにつられて町田翼も市原ジャイアンツへ入る。しかし、翼はエラーばかりでチームメイトからいじめられる始末。そんなある日、天才的なピッチャー・金田健一が入団してくる。彼を見て何かを確信した翼は、金田とともに特訓を始め、驚異的な成長を遂げていくのだった。

## キャスト
- 町田翼：大高力也
- 金田健一：落合扶樹
- 熊谷大作：布施博
- 町田千種：藤田朋子
- 藤井さとみ：中島ひろ子
- 長島辰夫：プリティ長嶋
- 長島美和：小林綾子
- 国分寺エンジェルス監督：布川敏和
- 戸田SBC監督：伊藤克信
- 長島茂雄：今井翔
- 藤井祐樹：佐保祐樹
- 佐々木将平：村田将平
- 村田進之助：重田進之介
- 山倉真一：椿直
- 五十嵐卓也：岩井涼人
- 北川武士：須賀直輝
- 山崎孝：佐分慎太郎
- 村井佳織：盛内愛子
- 高洲：森脇史登
- 中村恵理菜：泉珠恵
- 白井：中野武尊
- 平林：伊山伸洋
- 安西幸一：山田健太
- 決勝戦のピッチャー：栗原俊幸
- 高橋元太：月野貴史
- 石井：矢橋秀浩
- 石井：久世大
- 下級生：三浦凌、有岡大貴
- 中原丈雄
- 矢部大裕
- 宮崎智也
- 渡辺文香
- 中野康夫
- 山中徳義
- 石井政好
- 町田政則
- 大沼百合子
- 和田京子
- 萩原利映
- 若葉要
- 水月圭
- 須藤為五郎
- ジーコ内山
- 岡田謙一郎

## スタッフ
- 監督：瀧澤正治
- 原作：椎名勲
- 脚本：瀧澤正治、縞田七重、わたなべけんいち
- プロデューサー：菖蒲小百合、わたなべけんいち
- 撮影：藤井昌之
- 編集：阿部直行、安井克礼
- 音楽：宮澤謙
- 製作：千葉テレビ放送、映画「ベースボールキッズ」制作委員会
- 配給：千葉テレビ放送
- 上映時間：96分